# Anopheles roperi
Anopheles roperi este o specie de țânțari din genul Anopheles, descrisă de Reid în anul 1950. Conform Catalogue of Life specia Anopheles roperi nu are subspecii cunoscute.